# Killing Joke (album, 2003)
Pour les articles homonymes, voir Killing Joke (homonymie).
Albums de Killing Joke
Democracy
(1996) XXV Gathering!: Let Us Prey
(2005)
Singles
1. Loose Cannon
Sortie : 17 juillet 2003
2. Seeing Red
Sortie : 6 octobre 2003

Killing Joke est le 11e album studio du groupe de post-punk et Metal industriel Killing Joke, sorti en 2003. Il est également le second dans la discographie du groupe à ne pas avoir de titre, et est, pour cette raison, appelé couramment Killing Joke 2003. Le premier album homonyme du groupe, qui se trouve être également leur tout premier album studio, date pour sa part de 1980.
On note la présence de Dave Grohl à la batterie, ancien batteur de Nirvana et actuel chanteur et guitariste des Foo Fighters.

## Thématique
Globalement, cet opus reste dans la droite ligne des trois albums précédents. Il est très violent, tant musicalement qu'au niveau des textes. Quatre des morceaux font plus ou moins directement référence à la seconde guerre d'Irak : Total Invasion, Blood On Your Hands, Seeing Red et Dark Forces.
Sur Total Invasion, Jaz Coleman critique le comportement des États-Unis dans leur gestion du conflit les opposant à l'Irak. Il y appelle de ses vœux une condamnation par l'ONU de ce qu'il voit comme une « invasion » et une « agression » totales : « United Nations, it's a total invasion ». Blood on your Hands, littéralement, « du sang sur les mains », se fait l'écho de cet appel.
Implant dénonce l'identification biométrique. Le morceau commence par les mots « Silent Weapons for Quiet Wars », titre d'un document que les défenseurs des diverses théories du complot présentent comme authentique et qui aurait jeté les bases du contrôle de la population américaine par ses élites. Cette chanson présente la biométrie comme le début d'un contrôle généralisé des faits et gestes des individus. L'album sort quelque temps après que les États-Unis aient décidé de généraliser l'usage du passeport biométrique, à la suite des attentats du 11 septembre 2001.
Sur The Death & Resurrection Show et Asteroid, on retrouve par contre une thématique plus directement liée à l'occultisme et à la religion. Le premier de ces morceaux évoque les prophéties d'Ezéchiel, le second abordant le sujet de la destruction imminente du monde telle qu'elle est présentée dans l'Apocalypse selon Saint-Jean. Cette vision millénariste n'est cependant pas, selon les propos de Coleman recueillis lors d'entretiens sur ce thème, à prendre au sens littéral. Il s'agit plutôt d'une disparition de la civilisation actuelle, menant à sa conclusion un âge de ténèbres pour déboucher sur une aube nouvelle.

## Jeu vidéo
Le morceau The Death & Resurrection Show fait partie des musiques du jeu Need for Speed: Underground 2 (piste no 14).

## Liste des titres
- Tous les titres sont signés par Jaz Coleman (paroles) et Geordie Walker, Youth & Andy Gill (musiques)

1. The Death & Resurrection Show - 6:56
2. Total Invasion - 5:28
3. Asteroid - 3:24
4. Implant - 5:18
5. Blood On Your Hands - 6:00
6. Loose Cannon - 4:12
7. You'll Never Get To Me - 6:19
8. Seeing Red - 5:27
9. Dark Forces - 6:26
10. The House That Pain Built - 6:26
11. Inferno - 3:38

## Musiciens
- Jaz Coleman : chant, synthétiseurs ;
- Geordie Walker : guitares, basse ;
- Youth : basse ;
- Paul Raven : basse ;
- Dave Grohl : batterie, percussions ;
- Andy Gill : guitare additionnelle (feedback) ;

## Charts
Charts album
| Pays                            | Durée du classement | Meilleur classement |
| ------------------------------- | ------------------- | ------------------- |
| Allemagne                       | 3 semaines          | 65e                 |
| États-Unis (independent albums) | 3 semaines          | 30e                 |
| France                          | 2 semaines          | 108e                |
| Pays-Bas                        | 1 semaine           | 100e                |
| Royaume-Uni                     | 2 semaines          | 43e                 |

Charts singles
| Année | Single       | Chart            | Durée du classement | Position |
| ----- | ------------ | ---------------- | ------------------- | -------- |
| 2003  | Loose Cannon | UK Singles Chart | 2 semaines          | 25e      |